# Epirhyssa binghami
Epirhyssa binghami är en stekelart som först beskrevs av Kamath och Gupta 1972.  Epirhyssa binghami ingår i släktet Epirhyssa och familjen brokparasitsteklar. Inga underarter finns listade i Catalogue of Life.